# Giro del Lussemburgo 2003
Il Giro del Lussemburgo 2003, sessantasettesima edizione della corsa, si svolse dal 29 maggio al 1º giugno su un percorso di 644 km ripartiti in 5 tappe, con partenza a Lussemburgo e arrivo a Diekirch. Fu vinto dal francese Thomas Voeckler della Brioches La Boulangère davanti al polacco Piotr Wadecki e allo spagnolo David Cañada.

## Tappe
| Tappa  | Data      | Percorso                                      | km  | Vincitore di tappa | Leader cl. generale |
| ------ | --------- | --------------------------------------------- | --- | ------------------ | ------------------- |
| 1ª     | 29 maggio | Lussemburgo > Lussemburgo                     | 163 | Thomas Voeckler    | Thomas Voeckler     |
| 2ª     | 30 maggio | Wasserbillig > Leudelange                     | 204 | Nicola Loda        | Thomas Voeckler     |
| 3ª     | 31 maggio | Mersch > Echternach                           | 98  | Thomas Voeckler    | Thomas Voeckler     |
| 4ª     | 31 maggio | Bettembourg > Bettembourg (cron. individuale) | 9,8 | Robert Bartko      | Thomas Voeckler     |
| 5ª     | 1º giugno | Wiltz > Diekirch                              | 169 | Sergej Ivanov      | Thomas Voeckler     |
| Totale | Totale    | Totale                                        | 644 |                    |                     |

## Dettagli delle tappe

### 1ª tappa
- 29 maggio: Lussemburgo > Lussemburgo – 163 km

| Pos. | Corridore       | Squadra        | Tempo    |
| ---- | --------------- | -------------- | -------- |
| 1    | Thomas Voeckler | Brioches La B. | 4h20'20" |
| 2    | Piotr Wadecki   | Quick Step     | a 1"     |
| 3    | Andy Cappelle   | Marlux         | a 5"     |

| Pos. | Corridore       | Squadra        | Tempo    |
| ---- | --------------- | -------------- | -------- |
| 1    | Thomas Voeckler | Brioches La B. | 4h20'20" |
| 2    | Piotr Wadecki   | Quick Step     | a 5"     |
| 3    | Andy Cappelle   | Marlux         | a 11"    |

### 2ª tappa
- 30 maggio: Wasserbillig > Leudelange – 204 km

| Pos. | Corridore     | Squadra         | Tempo    |
| ---- | ------------- | --------------- | -------- |
| 1    | Nicola Loda   | Fassa Bortolo   | 5h05'42" |
| 2    | Tom Steels    | Landbouwkrediet | s.t.     |
| 3    | Niko Eeckhout | Lotto-Domo      | s.t.     |

| Pos. | Corridore       | Squadra        | Tempo    |
| ---- | --------------- | -------------- | -------- |
| 1    | Thomas Voeckler | Brioches La B. | 9h25'52" |
| 2    | Piotr Wadecki   | Quick Step     | a 5"     |
| 3    | Andy Cappelle   | Marlux         | a 11"    |

### 3ª tappa
- 31 maggio: Mersch > Echternach – 98 km

| Pos. | Corridore       | Squadra        | Tempo    |
| ---- | --------------- | -------------- | -------- |
| 1    | Thomas Voeckler | Brioches La B. | 2h14'41" |
| 2    | Laurent Dufaux  | Alessio        | s.t.     |
| 3    | Piotr Wadecki   | Quick Step     | s.t.     |

| Pos. | Corridore       | Squadra        | Tempo     |
| ---- | --------------- | -------------- | --------- |
| 1    | Thomas Voeckler | Brioches La B. | 11h40'23" |
| 2    | Piotr Wadecki   | Quick Step     | a 11"     |
| 3    | Andy Cappelle   | Marlux         | a 25"     |

### 4ª tappa
- 31 maggio: Bettembourg > Bettembourg (cron. individuale) – 9,8 km

| Pos. | Corridore     | Squadra    | Tempo  |
| ---- | ------------- | ---------- | ------ |
| 1    | Robert Bartko | Rabobank   | 11'47" |
| 2    | David Cañada  | Quick Step | a 2"   |
| 3    | Marc Wauters  | Rabobank   | a 5"   |

| Pos. | Corridore       | Squadra        | Tempo     |
| ---- | --------------- | -------------- | --------- |
| 1    | Thomas Voeckler | Brioches La B. | 11h52'29" |
| 2    | Andy Cappelle   | Marlux         | a 28"     |
| 3    | Piotr Wadecki   | Quick Step     | a 30"     |

### 5ª tappa
- 1º giugno: Wiltz > Diekirch – 169 km

| Pos. | Corridore     | Squadra       | Tempo    |
| ---- | ------------- | ------------- | -------- |
| 1    | Sergej Ivanov | Fassa Bortolo | 4h18'10" |
| 2    | Ruslan Ivanov | Alessio       | a 1"     |
| 3    | David Cañada  | Quick Step    | s.t.     |

| Pos. | Corridore       | Squadra        | Tempo     |
| ---- | --------------- | -------------- | --------- |
| 1    | Thomas Voeckler | Brioches La B. | 16h10'40" |
| 2    | Piotr Wadecki   | Quick Step     | a 30"     |
| 3    | David Cañada    | Quick Step     | a 45"     |

## Classifiche finali

### Classifica generale
| Pos. | Corridore         | Squadra                      | Tempo     |
| ---- | ----------------- | ---------------------------- | --------- |
| 1    | Thomas Voeckler   | Brioches La Boulangère       | 16h10'40" |
| 2    | Piotr Wadecki     | Quick Step                   | a 30"     |
| 3    | David Cañada      | Quick Step                   | a 45"     |
| 4    | Robert Bartko     | Rabobank                     | a 47"     |
| 5    | Benoît Joachim    | US Postal Service            | a 53"     |
| 6    | Marc Wauters      | Rabobank                     | s.t.      |
| 7    | Bart Voskamp      | Bankgiroloterij Cycling Team | a 58"     |
| 8    | Andrea Peron      | Team CSC                     | a 1'00"   |
| 9    | Marco Pinotti     | Lampre                       | s.t.      |
| 10   | Andrey Kashechkin | Quick Step                   | a 1'02"   |